# Телеорман
Телеорма́н (рум. Teleorman) — жудець на півдні Румунії, в області Олтенія. Адміністративний центр — місто Александрія.

## Назва
Назва походить від турецького (тур. dili orman) — густий ліс.[джерело?]

## Господарство
Повіт дає більше 1 % промислової та 3,5 % сільськогосподарської продукції країни. Культивуються кукурудза, зернобобові, пшениця, соняшник, цукровий буряк. Овочівництво, виноградарство.
Здійснюється видобуток нафти, працюють підприємства хімічної, машинобудівної та харчової промисловості.

## Адміністративний поділ
Жудець поділено на 3 муніципії, 2 міста та 92 комуни.

### Муніципії
- Александрія
- Рошіорій-де-Веде
- Турну-Меґуреле

### Міста
- Зімніча
- Віделе